# Ultimate Ultimate 1995
The Ultimate Ultimate (sendo também conhecido como Ultimate Ultimate 1995 ou UFC 7.5) foi um evento de artes marciais mistas promovido pelo Ultimate Fighting Championship, ocorrido em 16 de dezembro de 1995 no Mammoth Gardens em Denver, Colorado. O evento foi transmitido em pay-per-view para os EUA, e depois vendido para home video. 

## Background
Ultimate Ultimate 1995 contou com um torneio de oito lutadores com o vencedor ganhando $150,000. O evento também contou com duas lutas alternativas, que não foram transmitidas na transmissão do pay-per-view. O torneio não teve categorias de peso, ou limite de peso. Com as lutas sem rounds, mas um limite de 15 minutos foi imposto para as quartas de final e 18 minutos para a semifinal do torneio.
A final do torneio teve o limite de 27 minutos, se necessário, três minutos de prorrogação. Ultimate Ultimate 1995 também foi o primeiro evento do UFC a contar com juiz, que pontuaram as lutas no caso de empate. O juiz da noite foi 'Big' John McCarthy.
Dan Severn ganhou o torneio derrotando Oleg Taktarov.

## Chave do Torneio
|  | Quartas de final | Quartas de final | Quartas de final |               |                | Semifinais  | Semifinais | Semifinais |  |  | Final | Final | Final |  |
|  |                  |                  |                  |               |                |             |            |            |  |  |       |       |       |  |
|  | Estados Unidos   | Tank Abbott      | FIN              |               |                |             |            |            |  |  |       |       |       |  |
|  | Estados Unidos   | Tank Abbott      | FIN              |               |                |             |            |            |  |  |       |       |       |  |
|  | Estados Unidos   | Steve Jennum     | 1:14             |               |                |             |            |            |  |  |       |       |       |  |
|  | Estados Unidos   | Steve Jennum     | 1:14             |               | Estados Unidos | Tank Abbott | 18:00      |            |  |  |       |       |       |  |
|  |                  |                  |                  |               | Estados Unidos | Tank Abbott | 18:00      |            |  |  |       |       |       |  |
|  |                  |                  | Estados Unidos   | Dan Severn    | DEC            |             |            |            |  |  |       |       |       |  |
|  | Estados Unidos   | Dan Severn       | Estados Unidos   | Dan Severn    | DEC            | FIN         |            |            |  |  |       |       |       |  |
|  | Estados Unidos   | Dan Severn       |                  |               |                |             |            |            |  |  |       |       |       |  |
|  | Estados Unidos   | Paul Varelans    | 1:40             |               |                |             |            |            |  |  |       |       |       |  |
|  | Estados Unidos   | Paul Varelans    | 1:40             |               | Estados Unidos | Dan Severn  | 30:00      |            |  |  |       |       |       |  |
|  |                  |                  |                  |               |                |             |            |            |  |  |       |       |       |  |
|  |                  |                  | Rússia           | Oleg Taktarov | DEC            |             |            |            |  |  |       |       |       |  |
|  | Brasil           | Marco Ruas       | Rússia           | Oleg Taktarov | DEC            | FIN         |            |            |  |  |       |       |       |  |
|  | Brasil           | Marco Ruas       |                  |               |                |             |            |            |  |  |       |       |       |  |
|  | Estados Unidos   | Keith Hackney    | 2:39             |               |                |             |            |            |  |  |       |       |       |  |
|  | Estados Unidos   | Keith Hackney    | 2:39             |               | Brasil         | Marco Ruas  | 18:00      |            |  |  |       |       |       |  |
|  |                  |                  |                  |               | Brasil         | Marco Ruas  | 18:00      |            |  |  |       |       |       |  |
|  |                  |                  | Rússia           | Oleg Taktarov | DEC            |             |            |            |  |  |       |       |       |  |
|  | Rússia           | Oleg Taktarov    | Rússia           | Oleg Taktarov | DEC            | FIN         |            |            |  |  |       |       |       |  |
|  | Rússia           | Oleg Taktarov    |                  |               |                |             |            |            |  |  |       |       |       |  |
|  | Canadá           | Dave Beneteau    | 1:15             |               |                |             |            |            |  |  |       |       |       |  |

## Links Externos
- UFC 7,5 no Sherdog (em inglês)
- UU 95 Análises da Luta (em inglês)
- Website Oficial do UFC (em inglês)